# Эме Симон-Жирар
Эме Симон-Жирар (настоящие имя и фамилия — Айме Макс Саймон) (11 (20) марта 1889, Париж — 15 июля 1950, там же) — французский певец оперетты и актёр кино.

## Биография
Родился в семье певцов — тенора Николя-Марии Симона и сопрано Джульетты Симон-Жирар.
С 1919 года выступал в оперетте.
Прославился своей первой же ролью Д'Артаньяна в немом фильме «Три мушкетёра» режиссёра Анри Диаман-Берже (1921).
За свою кинокарьеру с 1921 до 1948 год Эме Симон-Жирар сыграл в 20 фильмах.
Похоронен в Париже на кладбище Батиньоль.

## Избранная фильмография
- 1921 — Три мушкетёра — Д'Артаньян
- 1923 — Чудесная Генриетта
- 1924 — Драма в Карлтонском клуб
- 1924 — Зеленый Галлант
- 1925 — Фанфан тюльпан —  Фанфан тюльпан
- 1926 — Замечательный друг
- 1932 — Четыре бродяги
- 1932 — Три мушкетёра — Д'Артаньян
- 1934 — Люди побережья
- 1937 — Арсен Люпен — журналист
- 1937 — Жемчужины короны — Генрих IV (король Англии)
- 1945 — Чёрный всадник

## Цитата
Отрывок из воспоминаний Анри Диамана-Берже о съёмках фильма «Три мушкетёра» 

На роль д’Артаньяна я выбирал среди журналистов и актёров оперетты, которые выступали в Казино де Пари Остановился на Эме Симоне-Жираре: «Прекрасный наездник, хороший фехтовальщик, который снимался с молодецкой скоростью и исключительной лёгкостью, это смельчак, который отказался от двух профессиональных каскадёров»